# Shendurjana
Shendurjana (o Shendurjan) è una città dell'India di 21.081 abitanti, situata nel distretto di Amravati, nello stato federato del Maharashtra. In base al numero di abitanti la città rientra nella classe III (da 20.000 a 49.999 persone).

## Geografia fisica
La città è situata a 21° 32' 07 N e 78° 17' 20 E.

## Società

### Evoluzione demografica
Al censimento del 2001 la popolazione di Shendurjana assommava a 21.081 persone, delle quali 10.909 maschi e 10.172 femmine. I bambini di età inferiore o uguale ai sei anni assommavano a 2.592, dei quali 1.307 maschi e 1.285 femmine. Infine, coloro che erano in grado di saper almeno leggere e scrivere erano 15.729, dei quali 8.650 maschi e 7.079 femmine.